# Prenosnik
Prenôsnik (tudi prenôsni računálnik ali nótesnik) je manjši in lažji prenosljiv osebni računalnik. Oblika ohišja spominja na odprto knjigo. Za razliko od namiznega osebnega računalnika ima vgrajeno baterijo z možnostjo polnjenja. Baterija omogoča uporabo brez električnega napajanja iz omrežja. Trajanje avtonomije brez zunanjega napajanja je odvisno od kapacitete baterij in porabe električne energije in se podaljšuje. Akumulatorska baterija pa po navadi zaradi njene velikosti drži nekje 2–5 h, odvisno od uporabe ter nastavitev porabe energije. Nekoč je veljalo, da so prenosniki precej manj zmogljivi od namiznih računalnikov, vendar se njihova zmogljivost povečuje. Ima vgrajeno večino tipičnih komponent namiznih računalnikov, vključno z zaslonom, tipkovnico, kazalnimi napravami (touchpad, znan tudi kot trackpad, ali iskalno paličico) in zvočniki v eno enoto, imenovano notesnik ali netbook.